# Last Days (filme)
Last Days (bra: Últimos Dias; prt: Last Days – Últimos Dias) é um filme americano de 2005, do gênero drama biográfico-musical, escrito e dirigido por Gus Van Sant.
A película mostra de forma fictícia, os últimos dias de Kurt Cobain, vocalista da banda Nirvana. O elenco principal é composto por Michael Pitt, Lukas Haas e Asia Argento.

## Sinopse
O filme relata os demônios interiores que atormentam um jovem músico talentoso, mas perturbado, nas últimas horas de sua existência. Blake (Michael Pitt) é um artista introspectivo, prostrado pelo peso do sucesso, que o conduziu a uma solidão sem fim. Refugiado numa casa no meio de um bosque, tenta fugir à sua vida, às pessoas que o rodeiam, aos amigos que o procuram a pedir favores ou dinheiro, às suas obrigações. Last Days segue Blake nas suas últimas horas, um fugitivo da sua própria vida. É um filme sobre as últimas horas de uma estrela do rock, dedicado ao maior ícone do movimento grunge, Kurt Cobain, líder do Nirvana.

## Elenco
- Ali Larter ....... Lily Macdonald
- Michael Pitt ....... Blake
- Lukas Haas ....... Luke
- Asia Argento ....... Asia
- Scott Green ....... Scott
- Nicole Vicius ....... Nicole
- Ricky Jay ....... Detetive
- Ryan Orion ....... Donovan
- Adam Friberg/Andy Friberg ....... Elder Friberg